# Ангрбода

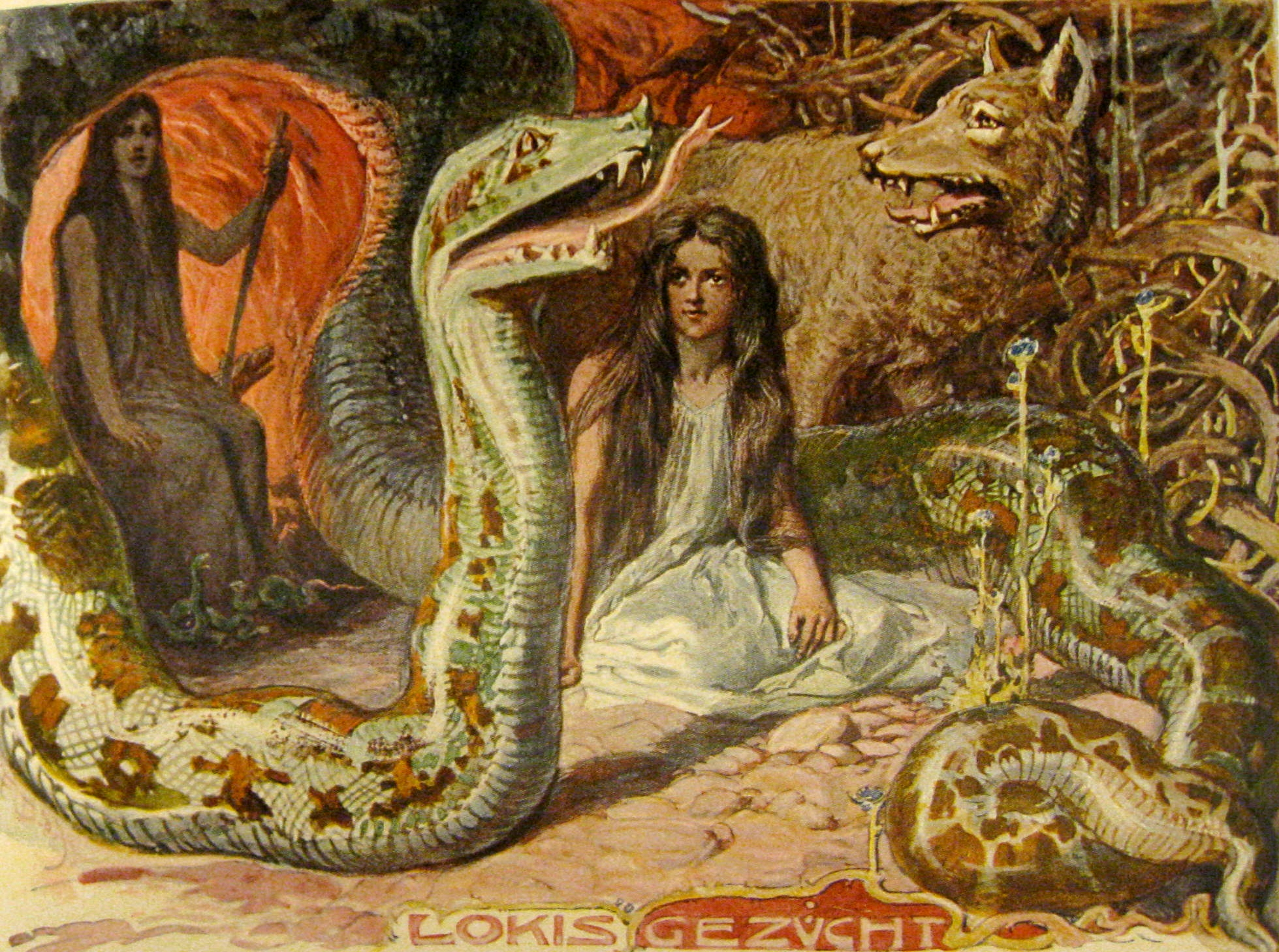
Ангрбода (на заднем плане) и её дети: Ёрмунганд, Фенрир и Хель. Emil Doepler, 1905 год

Ангрбода (др.-сканд. Angrboða, букв. сулящая горе) — в германо-скандинавской мифологии великанша, первая жена бога коварства и хитрости, родившая от Локи троих хтонических чудовищ: волка Фенрира, змея Ёрмунганда и хозяйку царства мёртвых — Хель.
В «Прорицании вёльвы вкратце» Ангрбода упоминается только как мать «Волка» (Фенрира). В «Видении Гюльви» упоминается, что Ангрбода жила в Стране Великанов, Ётунхейме, и там же росли её дети-чудовища; асы ожидали «великого зла от детей такой мерзкой матери и тем паче детей такого отца» и поэтому забрали всех троих и заточили в разных местах. Другое место в том же «Видении Гюльви» (глава «О затруднительном положении Солнца») говорит о великанше, живущей в Железном лесу «к востоку от Мидгарда» — здесь мать Фенрира называется «старухой» и «ведьмой», одной из многих ведьм Железного Леса, и утверждается, что она, кроме Фенрира, породила множество сыновей-великанов, и все они обличьем волки. Среди этих чудовищных волков выделяется «Лунный Пес», который должен во времена Рагнарёка пожрать трупы убитых в последней битве и проглотить луну.

Сидела старуха

в Железном Лесу

и породила там

Фенрира род.